# بیزار کریشن
بیزار کریشن (انگلیسی: Bizarre Creations) شرکت بازی ویدئویی بریتانیایی است، که در سال ۱۹۸۸ تأسیس شد. 